# Học viện tên lửa chiến lược Thánh Peter

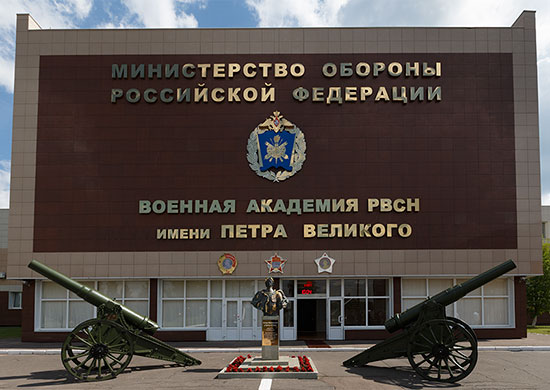
The academy building.

Học viện tên lửa chiến lược Pyotr I của Nga (tiếng Nga: Военная академия Ракетных войск стратегического назначения имени Петра Великого) là một học viện quân sự của Nga chuyên đào tạo nhân lực cho Lực lượng tên lửa chiến lược của Quân đội Nga. Từ năm 2015, Học viện được đặt tại Balashikha, Moscow Oblast. Học viện trực thuộc Tư lệnh Lực lượng Tên lửa Chiến lược.

## Lịch sử ra đời

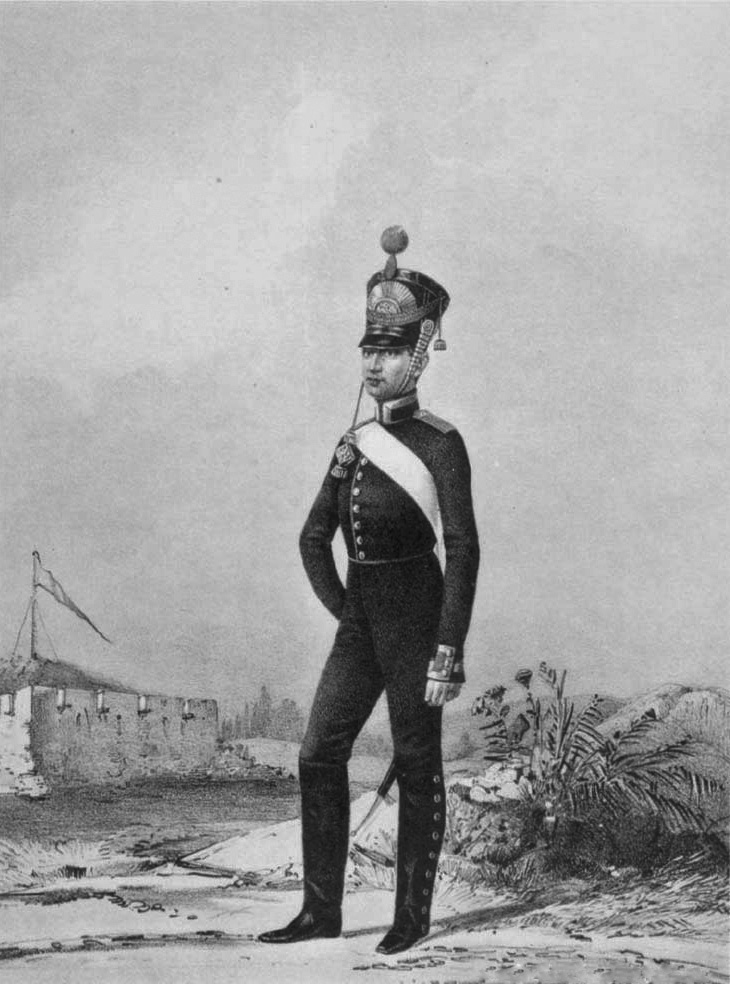

Lịch sử của Lực lượng Tên lửa Chiến lược (RVSN) gắn liền với lịch sử của học viện, là một trong những cơ sở giáo dục quân sự lâu đời nhất ở Nga. Cơ sở giáo dục này có lịch sử từ Trường Pháo binh của Quân đội Đế quốc Nga, được mở tại St. Petersburg theo sáng kiến của Đại công tước Michael Pavlovich vào năm 1820. Năm 1845, trường được trao tặng danh hiệu kính trọng là Mikhailovsky theo tên Đại công tước. Năm 1925, trường trở thành Học viện Kỹ thuật Quân sự của Hồng quân. Năm 1934, trường mang tên Học viện pháo binh Felix Dzerzhinsky, sau bốn năm được chuyển về Moskva. Trong Chiến tranh thế giới 2, trường được chuyển đến thành phố Samarkand, Cộng hòa Xã hội chủ nghĩa Xô viết Uzbekistan. Tháng Tám năm 1944, Cục tên lửa đã thành lập phòng huấn luyện tên lửa để huấn luyện các kíp vận hành tên lửa. Sau đó Viện được chuyển tên thành Cục Vũ khí tên lửa trực thuộc Học viện Pháo binh. Năm 1958, nó được chuyển về lại Moskva. Tháng Ba năm 1960, học viện trở thành một phần của Lực lượng tên lửa chiến lược của Hồng quân. Nó được đổi tên hai lần dưới thời Xô Viết (Học viện kỹ thuật quân sự Dzerzhinsky năm 1963 và Học viện quân sự Dzerzhinsky năm 1972).
Dưới thời Xô Viết, trụ sở của Học viện được đặt tại số 9/5 Kitayskiy Proyezd cùng khối nhà Rossiya Hotel cạnh Quảng trường đỏ, Tháng Tám năm 1997, Tổng thống Boris Yeltsin, trong một tuyên bố đã dựa trên truyền thống của quân đội Nga và dựa trên công lao của thánh Pyotr I là người đã thành lập quân đội Nga, đã đổi tên Học viện theo tên của Thánh Peter. Năm 2015, Học viện đã được bố trí lại ở thành phố Balashikha nhằm hướng tới việc mở rộng trong tương lai của Học viện.

## Kỷ niệm 200 năm thành lậo
Học viện đánh dấu 200 năm thành lập vào tháng 12 năm 2020..

## Cấu trúc

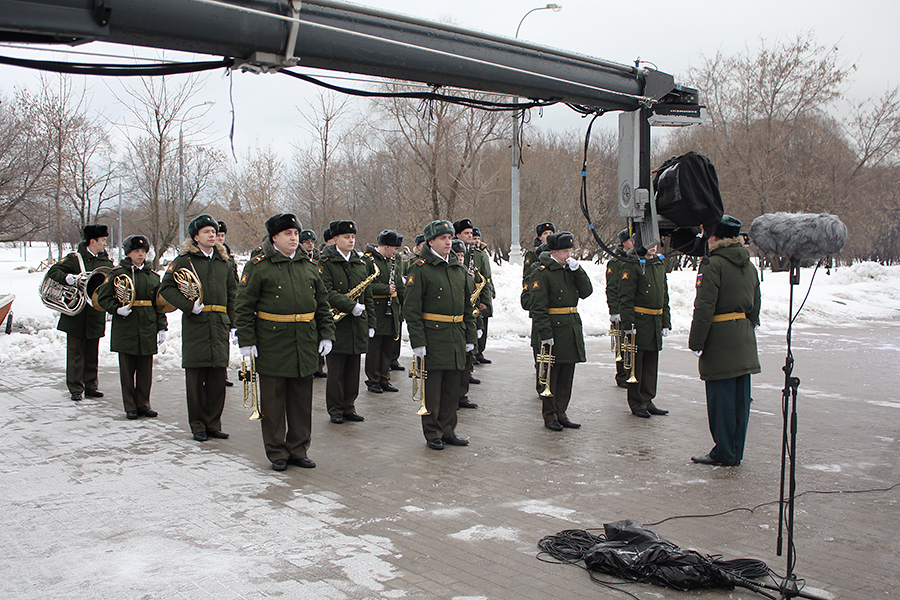
Dàn quân nhạc của Học viện

Hiện tại, học viện có hơn 150 chương trình đào tạo nâng cao và chuẩn bị cho các sĩ quan phục vụ trong Lực lượng Tên lửa Chiến lược, cũng như phục vụ trong Tổng cục 12 và GRU (GU). Sinh viên của học viện sau khi tốt nghiệp sẽ trở thành sĩ quan thuộc Lực lượng Tên lửa Chiến lược của Liên Xô và Nga. Học viện Lực lượng Tên lửa Chiến lược có một trung tâm đào tạo đặt tại thị trấn Balabanovo, Vùng Kaluga..

## Phần thưởng
- Order of Lenin (1938)
- Order of the October Revolution (1970)
- Order of Suvorov (1945)

## Giám đốc học viện
Giám đốc học viện kể tử năm 1953:
- Nguyên soái Georgy Odintsov (1953–1969)
- Đại tướng Fedor Tonkykh (1969–1985)
- Đại tướng Mykola Kotlovtsev (1985—1988)
- Đại tướng Yury Plotnikov (1989–1997)
- Đại tướng Mykola Solovtsov (1997–2001)
- Đại tướng Yury Kirilov (2001—2009)[8]
- Trung tướng Vladimir Zakharov 2009—2010)
- Trung tướng Viktor Fedorov (2010—2016)
- Trung tướng Sergei Siver (2016-2019)[9]
- Thiếu tướng Leonid Mikholap (interim) (2019–nay)[10]

## Notable graduates

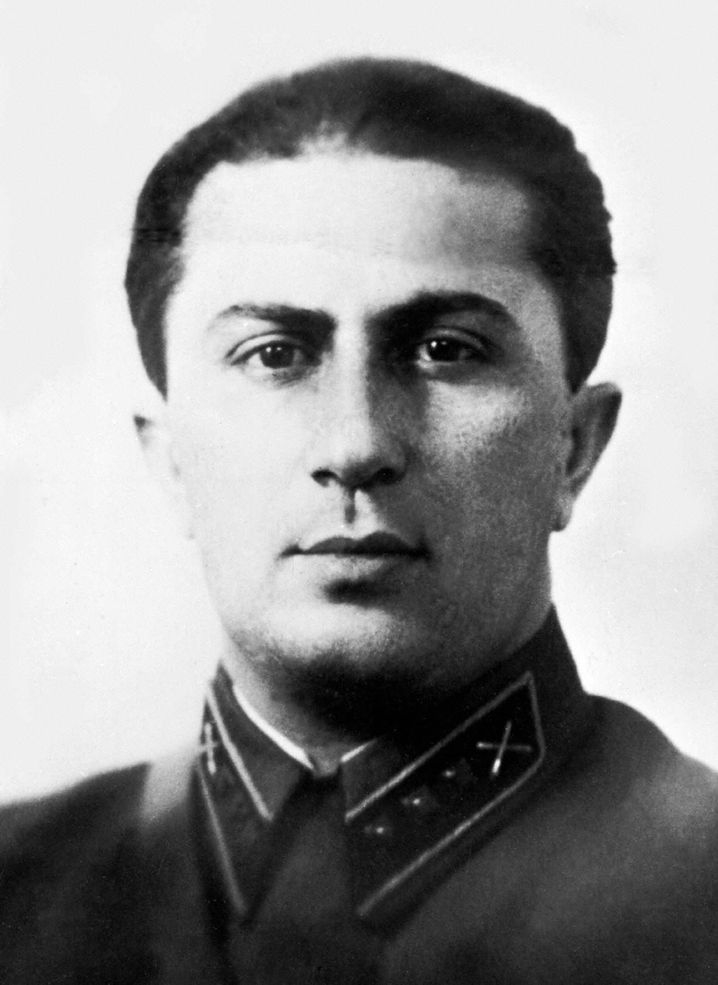
Yakov Dzhugashvili